# Associació de Zoos i Aquaris
L'Associació de Zoos i Aquaris (AZA) (en anglès Association of Zoos and Aquariums, anteriorment American Zoo and Aquarium Association i originalment American Association of Zoological Parks and Aquariums) va ser fundada el 1924 i és una organització sense ànim de lucre dedicada a la promoció dels parcs zoològics i aquaris públics a les àrees de la conservació, l'educació, la ciència i la recreació. La seu de la AZA està situada a Silver Spring, Maryland.

## Història
A l'octubre de 1924, l'Associació Americana de Parcs i Aquaris (AAZPA per les seves sigles en anglès) va ser creada com una filial del American Institute of Park Executives (AIPE). El 1966, l'AAZPA es va convertir en un afiliat de sucursals professionals de la recentment formada National Recreation and Park Association (NRPA, que va absorbir a l'AIPE). A la tardor de 1971, els membres de AAZPA van votar per convertir-se en una associació independent i, el gener de 1972, es va constituir com a l'AAZPA, amb la seva oficina executiva ubicada a Wheeling (Virginia de l'Oest), al Oglebay Park. El gener de 1994, el nom més curt de 'American Zoo and Aquarium Association' va ser adoptat.
El 1998, hi havia 134 milions de visites als zoològics i aquaris d'Amèrica del Nord. Deu anys més tard, el 2008, hi havia 175 milions de visites als parcs zoològics i aquaris acreditats per la AZA.

## Activitats
L'organització està activa en la institució d'acreditació, les iniciatives de cura dels animals, l'educació, els programes de conservació, la investigació col·laborativa i la pressió política amb la finalitat d'aconseguir aquests objectius. Serveix com a organisme acreditador de zoològics i aquaris, i assegura que els establiments acreditats compleixen amb alts estàndards de cuidat dels animal obligats per llei. Les institucions són avaluades cada cinc anys amb la fi de garantir que es compleixin totes les normes i mantenir l'acreditació. L'associació també facilita els Plans de Supervivència d'Espècies i els plans de gestió de les poblacions, que serveixen per a l'ordenament sostenible de les poblacions en captivitat genèticament diverses de diverses espècies animals. A més, l'associació patrocina la revista científica Zoo Biology.

## Informe anual sobre la conservació i ciència
L'associació ha establert una base de dades computeritzada denominada Informe Anual sobre Conservació i Ciència. Aquest programa és un model per a una base de dades amplia, per ajudar els projectes d'investigació de seguiment en tot el món. Les bases de dades es poden buscar per paraules clau, nom de l'investigador, tema, país o regió, nom de la institució, títol del programa de conservació, nom de la institució cooperant (inclosos organismes gubernamentals i organitzacions no gubernamentals, escoles o universitats i parcs zoològics i aquaris no membres), el tipus d'investigació o la data.
Al bienni 2000-2001, les institucions membre van informar que havien participat en més de 2.230 projectes de conservació (1.390 in-situ i 610 ex-situ, 230 ambdós) a 94 països. Es van publicar 1.450 llibres, capítols de llibres, articles de revistes, ponències, procediments, cartells i tesis o disertacions. Les publicacioins es poden buscar mitjançant paraules clau, nom de l'autor, tipus de publicació, nom de la institució o la data.

## Regulació
Als Estats Units, qualsevol exhibició pública d'animals ha d'estar autoritzada i inspeccionada pel Departament d'Agricultura dels Estats Units (USDA), Agència de Protecció Ambiental dels Estats Units, Administració de Compliment de Lleis sobre les Drogues, Administració de Seguretat i Salut, i altres. Depenent dels animals de l'exhibició, les activitats dels zoològics són regulades per lleis incloent la Llei d'Espècies en Perill d'Extinció, la Llei de Benestar Animal, el Tractat d'Aus Migratòries de 1918 entre d'altres. Addicionalment, els zoològics a Amèrica del Nord poden optar per buscar l'acreditació per l'Associació de Zoològics i Aquaris. L'associació nord-americana ha elaborat una definició dels parcs zoològics i aquaris, com a part de les seves normes d'acreditació: "Una institució cultural permanent que posseeix i manté animals silvestres en captivitat que representen més que una col·lecció de fitxes i, sota la direcció d'un equip de professionals, ofereix la seva col·lecció amb l'hagut de cuidat i exhibeix d'una manera estètica al públic sobre una base regular. Així mateix, es defineix per tenir un negoci principal d'exposició, conservació i preservació de la fauna terrestre d'una manera educativa i científica". Per aconseguir l'acreditació, un zoològic ha de passar un procés de sol·licitud d'inspecció i complir o excedir els estàndards de la AZA per a la salut i el benestar animal, recaptació de fons, personal del zoològic, i la participació en els esforços mundials de conservació. La inspecció és realitzada per tres experts (en general un veterinari, un expert en la cura dels animals, i un expert en la gestió i operacions de zoològics) i després revisats per un equip de dotze experts abans de l'acreditació sigui concedida. Aquest procés d'acreditació es repeteix una vegada cada cinc anys. La AZA estima que hi ha aproximadament 2.400 exhibicions d'animals que operen sota llicència del USDA fins a febrer de 2007. Menys del 10% estan acreditats.